# Scrophularia nankinensis
Scrophularia nankinensis är en flenörtsväxtart som beskrevs av Tsoong. Scrophularia nankinensis ingår i släktet flenörter, och familjen flenörtsväxter. Inga underarter finns listade i Catalogue of Life.